# Áno Viánnos
Áno Viánnos, en grec moderne : Άνω Βιάννος, est un village du dème de Viánnos, en Crète, en Grèce. Selon le recensement de 2011, la population d'Áno Viánnos compte 774 habitants. Le village est situé à une altitude de 560 m et à une distance de 38 km d'Ierápetra.
Sur une colline au nord-ouest du village se situent les vestiges de la cité antique de Biannos (en),.